# كريستوفر ميشيل
كريستوفر ميشيل (بالإنجليزية: Christopher Michel)‏ هو مصور أمريكي، ولد في 26 أغسطس 1967 في سان فرانسيسكو في الولايات المتحدة.

## معرض صور

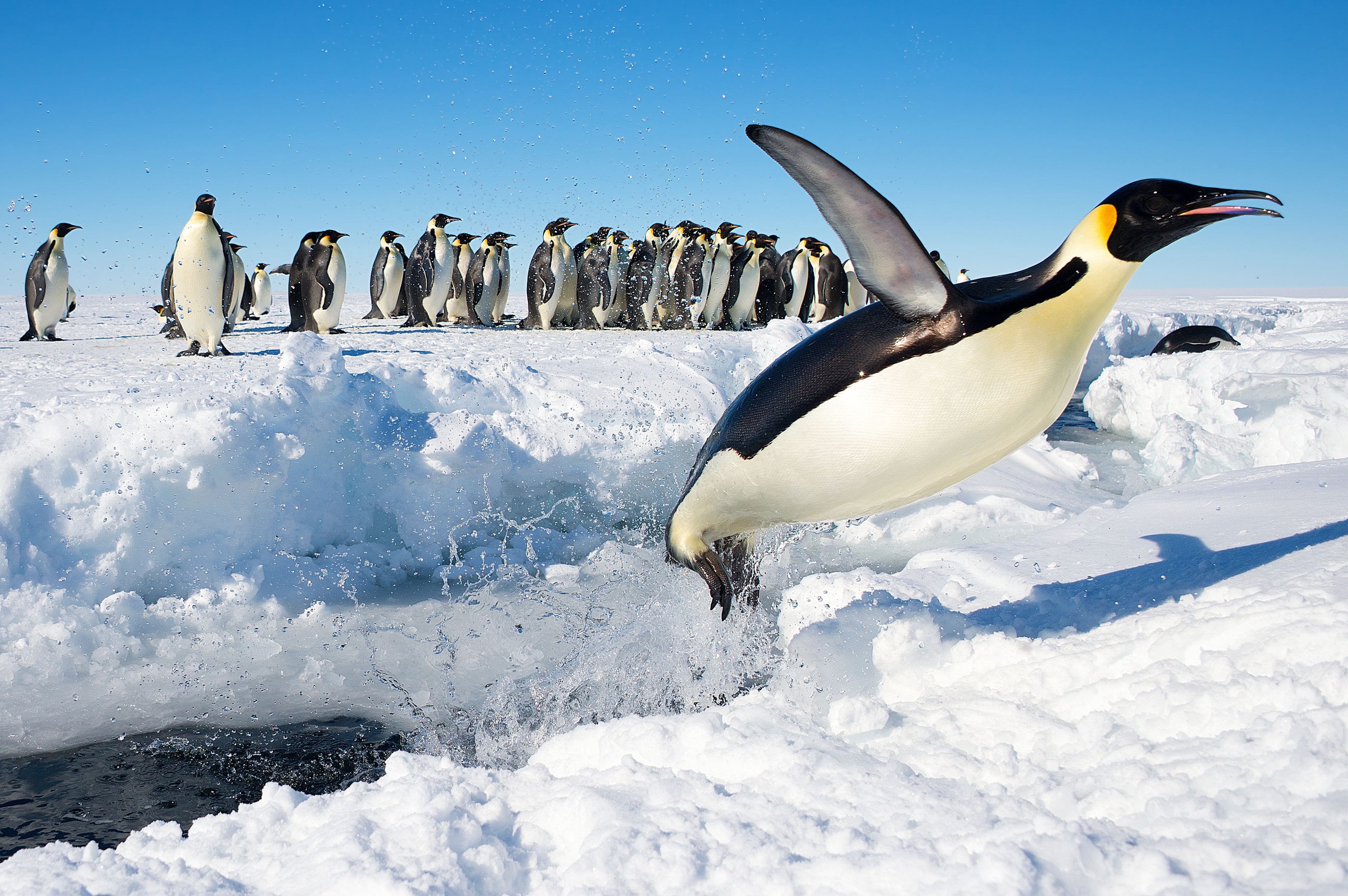
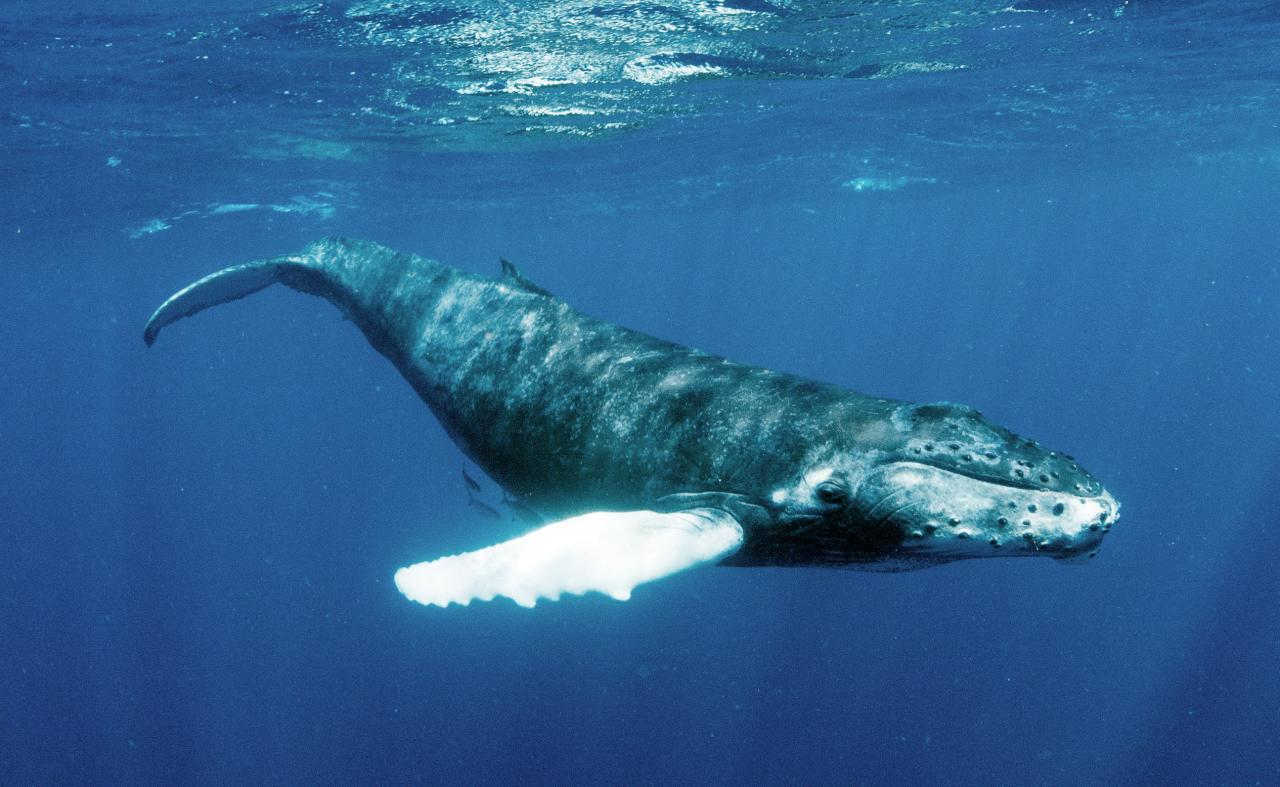
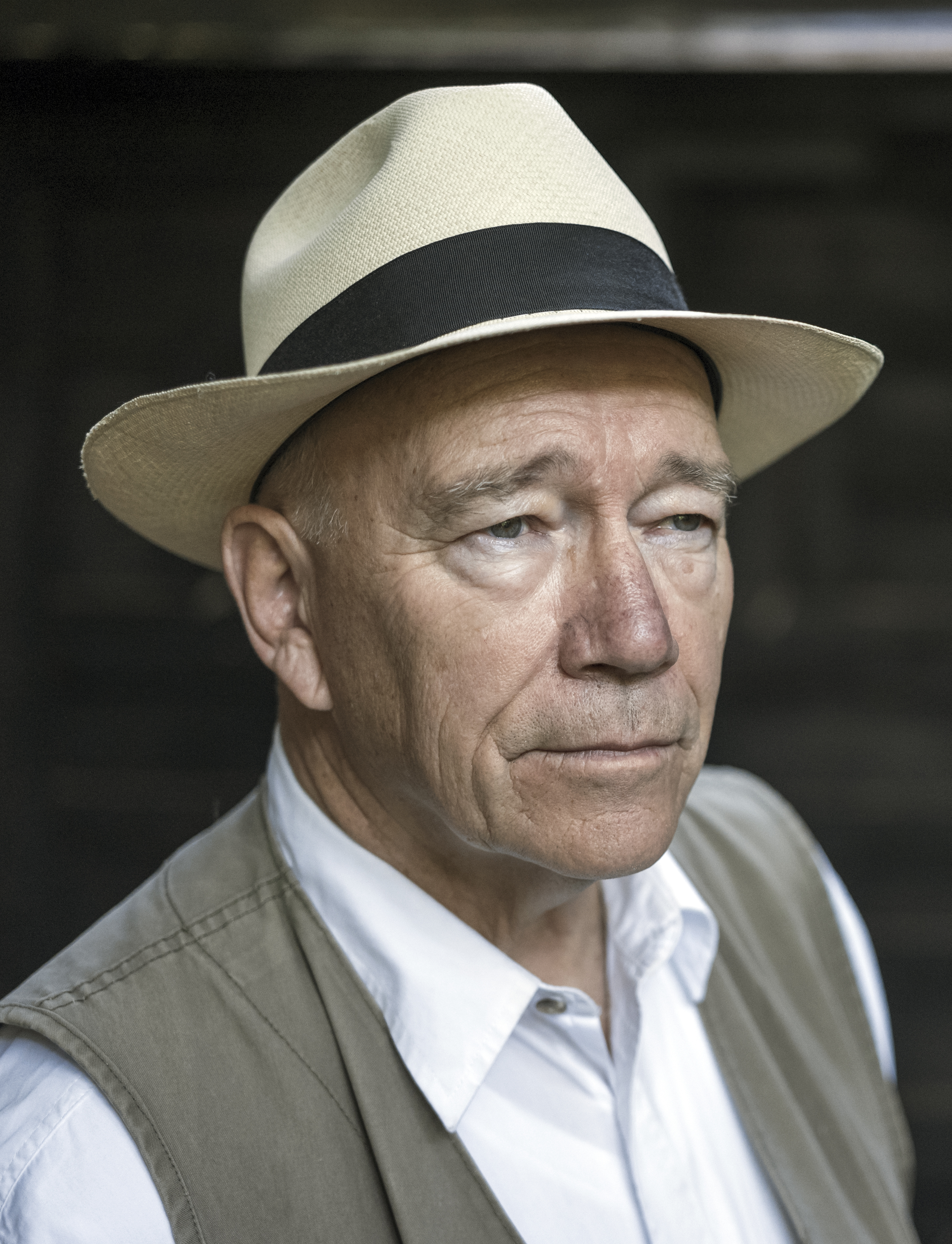
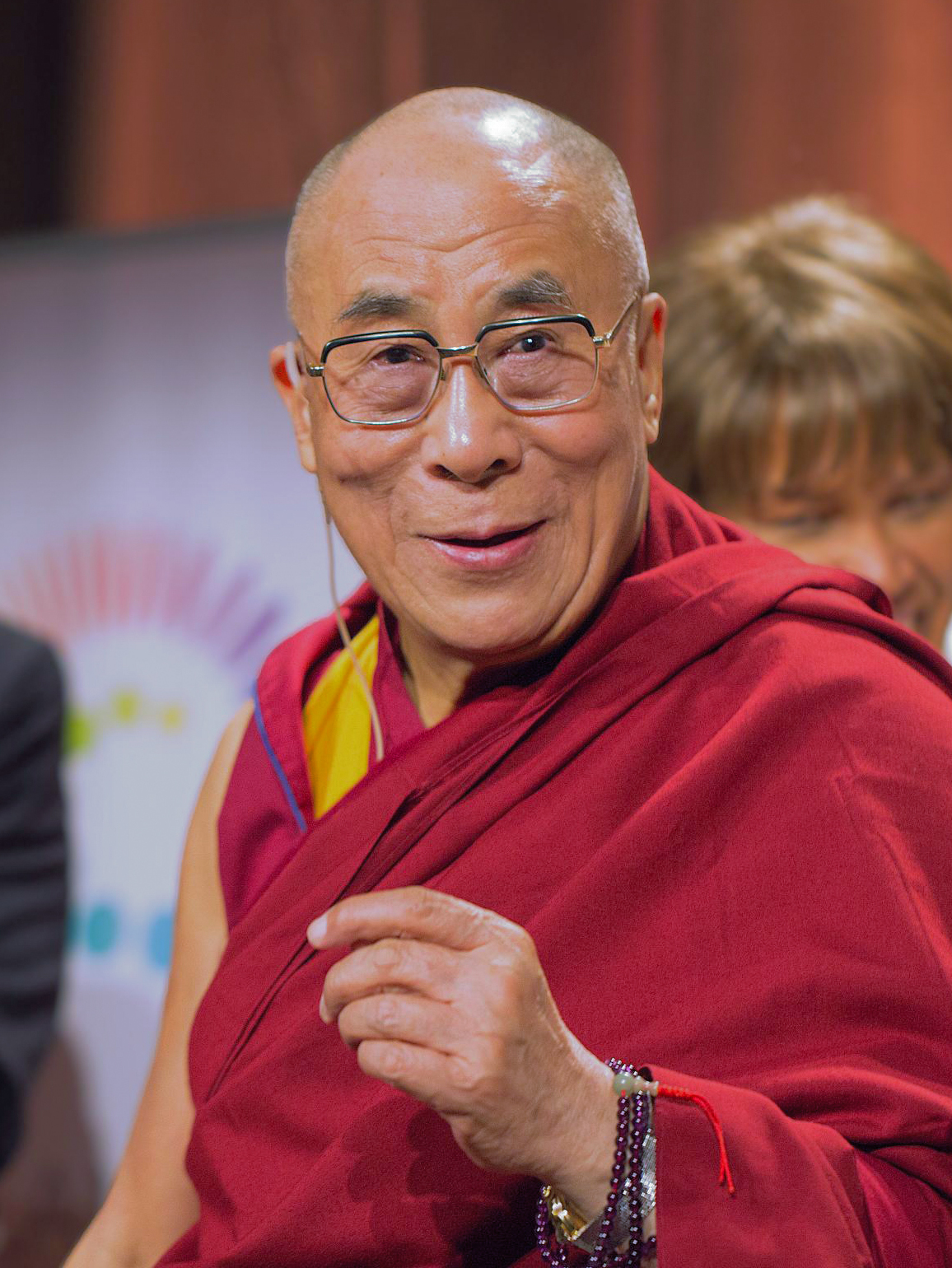